# Phebalium clavatum
Phebalium clavatum är en vinruteväxtart som beskrevs av Charles Austin Gardner. Phebalium clavatum ingår i släktet Phebalium och familjen vinruteväxter. Inga underarter finns listade i Catalogue of Life.